# Inhulka, Baștanka
Inhulka (în ucraineană Інгулка) este localitatea de reședință a comunei Inhulka din raionul Baștanka, regiunea Mîkolaiiv, Ucraina.

## Demografie
Componența lingvistică a localității Inhulka
     Ucraineană (93,98%)
     Rusă (4,05%)
     Alte limbi (1,58%)
Conform recensământului din 2001, majoritatea populației localității Inhulka era vorbitoare de ucraineană (93,98%), existând în minoritate și vorbitori de rusă (4,05%).